# Wipungdangdang geunyeo
Wipungdangdang geunyeo (hangeul: 위풍당당 그녀, lett. Lei, sua maestà; titolo internazionale Country Princess, conosciuta anche come The Funny Wild Girl) è una serie televisiva sudcoreana trasmessa su MBC dal 12 marzo all'8 maggio 2003.

## Trama
Lee Eun-hee e Lee Geum-hee, nate lo stesso giorno, vivono come sorelle gemelle. Pur non avendo conosciuto l'amore materno perché la madre Gil-nyeo preferisce la sorella maggiore, Eun-hee ha ricevuto, però, l'affetto del padre Kap-sik, è diventata una ragazza responsabile e intraprendente, e tiene una fitta corrispondenza con Min Ji-hoon, uno studente di medicina conosciuto per caso. Mentre Geum-hee entra all'università, Eun-hee rinuncia a proseguire gli studi per prendersi cura dei fratelli minori. A causa di un incendio provocato da Geum-hee, Kap-sik muore mentre cerca di salvare Eun-hee. Poco dopo, un magnate arriva a reclamare la restituzione della nipote da lungo tempo perduta e Gil-nyeo consegna all'uomo Geum-hee. Sbalordita, ma felice di scoprire di essere davvero figlia di sua madre, Eun-hee saluta Geum-hee.
Cinque anni più tardi, Eun-hee lotta per sbarcare il lunario e mantenere il figlio di un anno, i fratelli gemelli di nove anni e la madre malata di cancro. Eun-hee vorrebbe aiutare la donna, ma non ha soldi per le cure perché la fabbrica per cui lavora come contabile sta andando in bancarotta e da mesi non la paga. In preda alla disperazione, la ragazza si trasferisce nel dormitorio della fabbrica con il figlio e i gemelli, dove vive anche Seo In-woo, diventato, dopo la recente morte del padre, il nuovo proprietario della fabbrica. Eun-hee propone all'uomo un patto per salvare l'azienda e da quel momento fa del suo meglio per contribuire a rilanciarla. Intanto, Gil-nyeo confessa a Eun-hee che la nipote del ricco magnate in realtà è lei.

## Personaggi
- Lee Eun-hee, interpretata da Bae Doo-na e Lee Se-young (da piccola).
- Seo In-woo, interpretato da Shin Sung-woo.
- Lee Geum-hee, interpretata da Kim Yoo-mi e Park Eun-bin (da piccola).
- Min Ji-hoon, interpretato da Gang Dong-won.
- Kim Gil-nyeo, interpretata da Kim Hae-sook.
La madre di Eun-hee e Geum-hee.
- Kim Hoe-jang, interpretato da Kim Sung-kyum.
Il nonno, è a capo del Taesung Group.
- Kim Eun-soo, interpretata da Lee Hee-jung.
La cugina di Eun-hee.
- Presidentessa Yoon Ji-sook, interpretata da Lee Hye-sook.
La zia di Eun-hee.
- Kong Jang-jang, interpretato da Jung Jong-joon.
- Wang Kkot-yim, interpretata da On Jo.
- Wang Byul-yim, interpretata da Bi Ryu.